# 대한민국의 국가무형유산

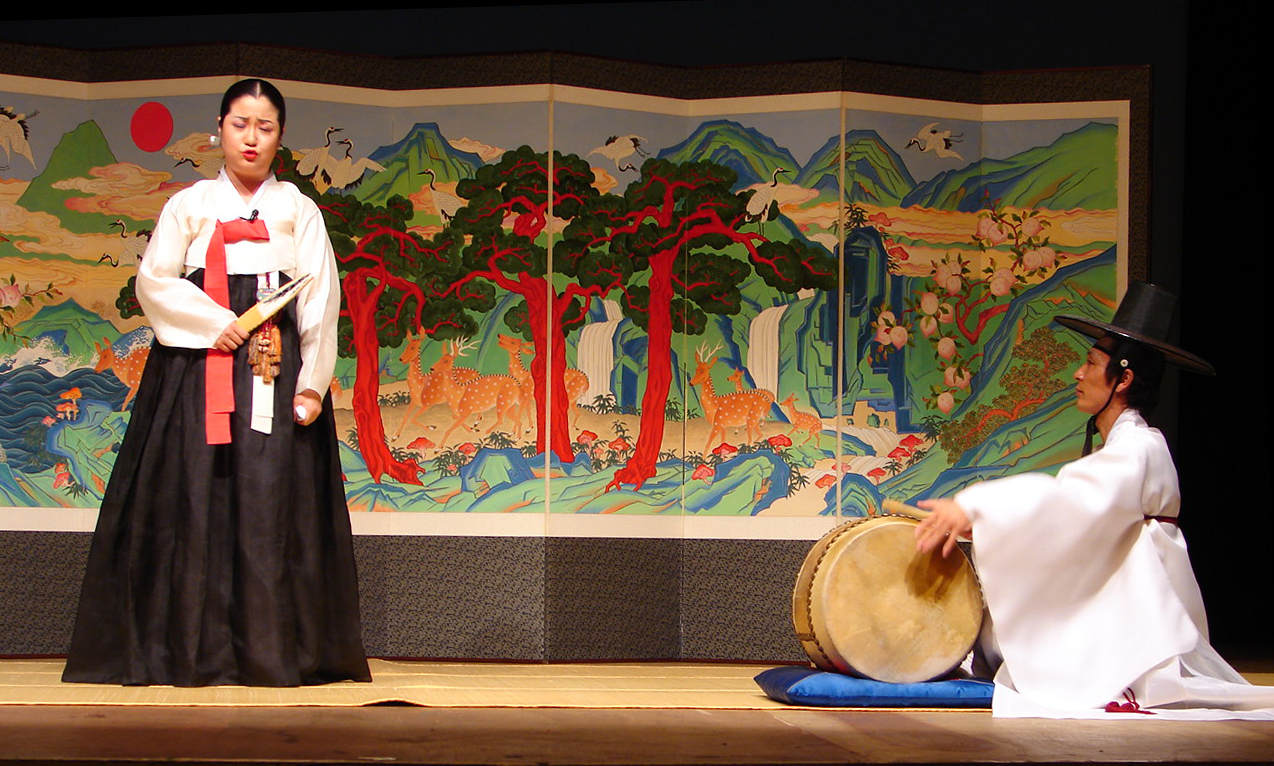
국가무형유산 제5호로 지정되어 있는 판소리

국가무형유산(國家無形遺産)은 보존 가치가 크다고 인정되는 무형의 문화적 소산 가운데 국가에서 유산으로 지정한 것을 말한다. 수 세대에 걸쳐 전승되어 온 무형유산은 전통적 공연·예술, 공예, 미술 등에 관한 전통기술, 한의약, 농경·어로 등에 관한 전통지식, 구전 전통 및 표현, 의식주 등 전통적 생활관습, 민간신앙 등 사회적 의식(儀式), 전통적 놀이·축제 및 기예·무예 분야로 나뉘어 있다.
개정(2024년)된 현행 무형유산법에 의거 그 명칭은 국가무형유산이다. 과거 동 법률 제정(1962년) 당시에는 중요무형문화재라고 지칭했던 바, 이는 현재 국가무형유산이라고 한다.
국가무형유산 일련번호는 제145호까지 지정되어 있으며, 2021년 11월 19일 문화재 관련 법령의 개정으로 더 이상 지정되지 않는다.

## 지정 목록
- 1960년대와 1970년대 (1964년~1979년)
- 1980년대와 1990년대 (1980년~1999년)
- 2000년대와 2010년대 (2000년~2019년)
- 2020년대 (2020년~)